# Kopřivnice
Kopřivnice (Duits: Nesselsdorf) is een stad in de Tsjechische regio Moravië-Silezië. De stad ligt op een hoogte van ongeveer 300 meter in het Beskiden. De stad is waarschijnlijk het meest bekend als zetel van Tatra, een vrachtwagen- en automerk, dat vroeger overigens ook Nesselsdorf heette. Sinds 1910 heeft Kopřivnice stadsrechten.

## Zustersteden
- Castiglione del Lago (Italië)
- Congleton (Engeland)
- Myszków (Polen)
- Trappes (Frankrijk)
- Zwönitz (Duitsland)

## Personen
- Emil Zátopek, Tsjecho-Slowaaks langeafstandsloper, geboren in Kopřivnice (1922)

Albrechtičky ·
Bartošovice ·
Bernartice nad Odrou ·
Bílov ·
Bílovec ·
Bítov ·
Bordovice ·
Bravantice ·
Frenštát pod Radhoštěm ·
Fulnek ·
Heřmanice u Oder ·
Heřmánky ·
Hladké Životice ·
Hodslavice ·
Hostašovice ·
Jakubčovice nad Odrou ·
Jeseník nad Odrou ·
Jistebník ·
Kateřinice ·
Kopřivnice ·
Kujavy ·
Kunín ·
Libhošť ·
Lichnov ·
Luboměř ·
Mankovice ·
Mořkov ·
Mošnov ·
Nový Jičín ·
Odry ·
Petřvald ·
Příbor ·
Pustějov ·
Rybí ·
Sedlnice ·
Skotnice ·
Slatina ·
Spálov ·
Starý Jičín ·
Studénka ·
Suchdol nad Odrou ·
Šenov u Nového Jičína ·
Štramberk ·
Tichá ·
Tísek ·
Trnávka ·
Trojanovice ·
Velké Albrechtice ·
Veřovice ·
Vražné ·
Vrchy ·
Závišice ·
Ženklava ·
Životice u Nového Jičína